# D=OUT
I D=OUT (ダウト?, Dauto) sono un gruppo musicale j-rock/visual kei, formatosi a Tokyo nel 2006. La traslitterazione in rōmaji del loro nome, Dauto, è la pronuncia giapponese della parola inglese doubt (dubbio).

## Storia del gruppo
Nel 2006, il cantante Kouki, dopo la dissoluzione del suo vecchio gruppo, i Mist of Rouge, decise di formare un'altra band. Grazie ad alcune amicizie, conobbe i chitarristi Ibuki e Hikaru, il bassista Reika e il batterista Minase, tutti provenienti da differenti città del Giappone. Dopo aver firmato un contratto con l'etichetta indipendente Speed Disk, pubblicarono due singoli dal titolo bizzarro ed un mini-album, Rouman Doumyakuteki Chabangeki. Nel 2008 incisero il loro primo full-length, Zipang.
Nel 2009 pubblicarono un altro EP, Touryuumon, contenente reinterpretazioni di brani j-pop scritti da autrici come Ringo Shiina, seguito dal secondo album studio, Carnival Ukiyo (2010). L'8 febbraio 2012 è uscito Music Nippon, il loro primo album pubblicato con una major.

## Formazione
- Kouki (幸樹?) - voce
- Ibuki (威吹?) - chitarra
- Hikaru (ひヵる?) - chitarra
- Reika (玲夏?) - basso
- Naoto (直人?) - batteria

## Discografia

### Album studio
- 2008 - Zipang
- 2010 - Carnival Ukiyo
- 2012 - Music Nippon

### Mini-album
- 2006 - Rouman Doumyakuteki Chabangeki
- 2009 - Touryuumon

### Singoli
- 2007 - Furasyu
- 2007 - Heisei Baburu
- 2007 - Kanpaku Sengen
- 2007 - Bara iro-no-Jinsei
- 2008 - Bankoku, dai-Tōkyō/Akai Kasa to Anata
- 2008 - Toge
- 2008 - Myōjō Orion
- 2009 - Hana saki beauty
- 2009 - Aoi Tori
- 2010 - Psychedelico∞Psychedelico
- 2011 - ONE
- 2011 - Roman Revolution
- 2011 - Lives

## Videografia
- 2010 - Expo '10
- 2011 - Last Indies Tour